# Neil Carter

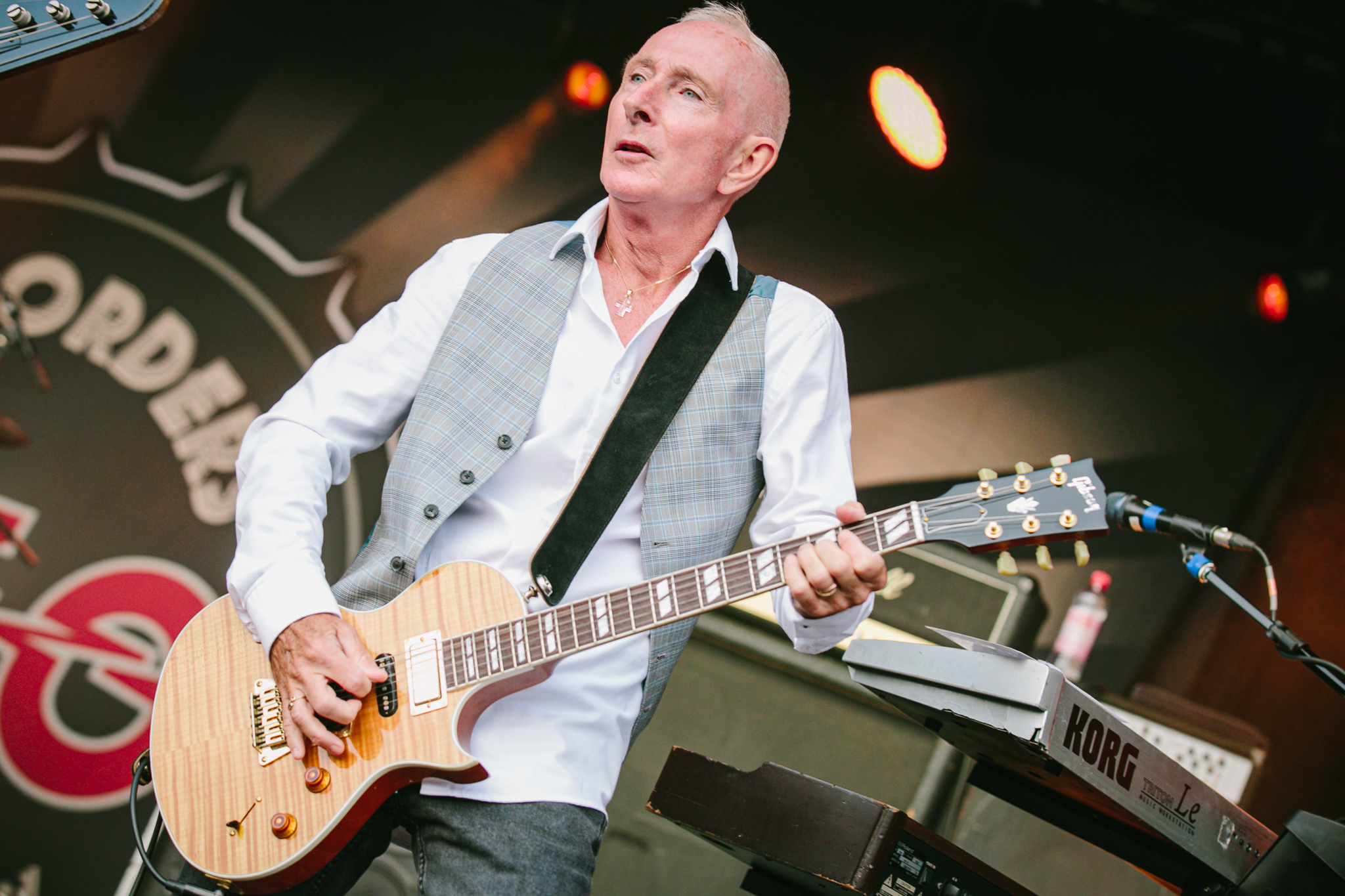
Neil Carter (2019)

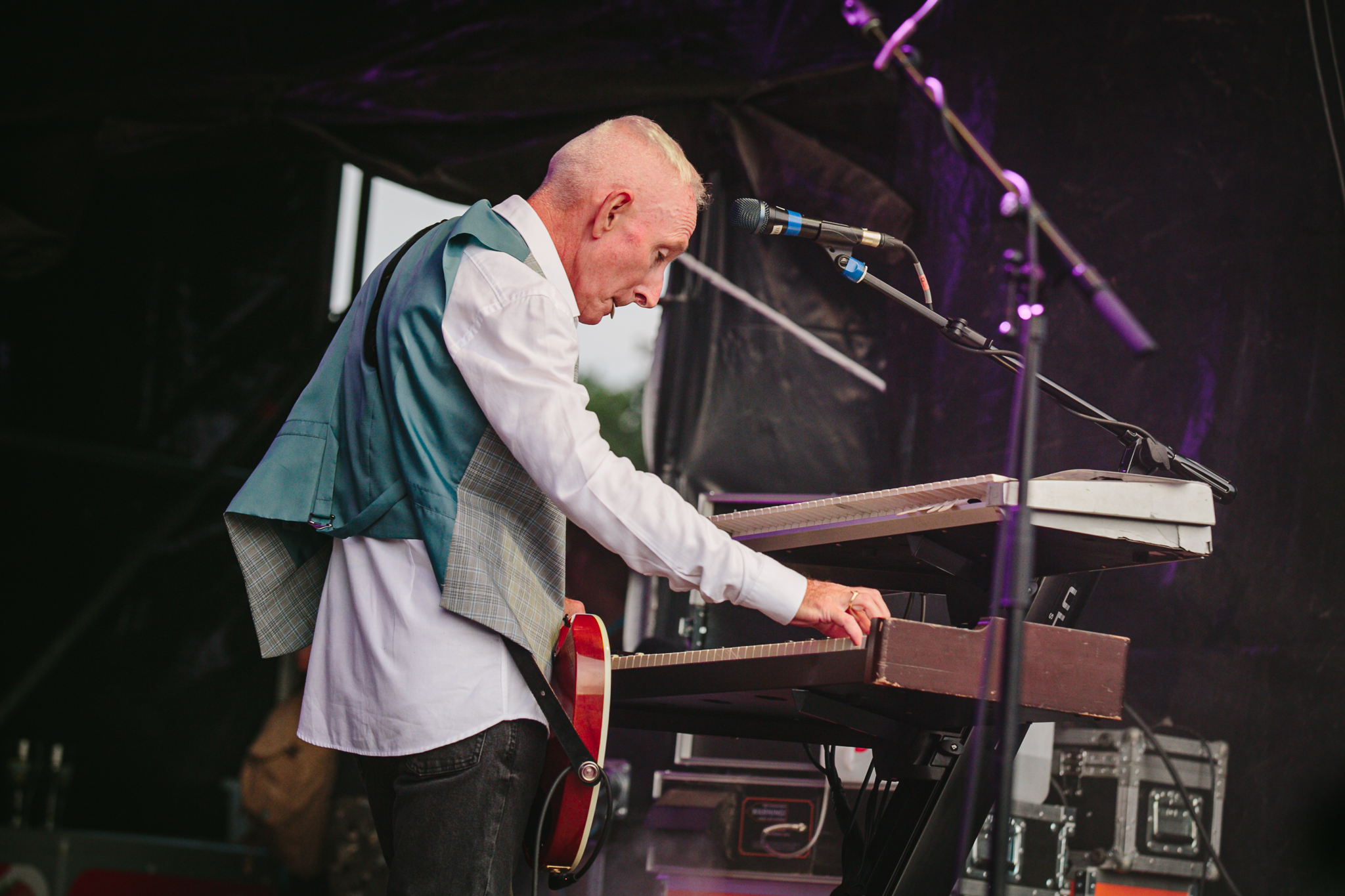
Neil Carter (2019)

Neil Andrew Carter (* 11. Mai 1958 in Bedfont, Middlesex) ist ein englischer Musiker, der im Laufe seiner Karriere in verschiedenen Genres gearbeitet hat.

## Leben
Carter lernte als Kind Klavier und Klarinette. Er bekam eine Bassgitarre geschenkt und lernte schnell, auch Gitarre zu spielen, hauptsächlich durch Nachspielen von Platten. Mit 14 Jahren spielte er in seiner ersten Band, mit 17 wurde er Profimusiker und arbeitete mit dem Singer-Songwriter Gilbert O’Sullivan. Dann spielte er Gitarre und Keyboard für UFO, den Gitarristen Gary Moore und Wild Horses. Er ist Mitautor mehrerer Songs von Gary Moore, darunter der Welthit Empty Rooms.
1988 verließ er die Rockmusik und wurde Lehrer für Holzblasinstrumente (Saxophon und Klarinette) am Brighton College sowie ABRSM-Prüfer. Er dirigierte die Konzertband und das Saxophonensembles und leitete die Swing Band des College.
2010 kehrte er zu Gary Moore zurück und spielte bis zu dessen plötzlichem Tod im Februar 2011 auf Festivals in ganz Europa und auf einer Tournee durch die Ukraine und Russland. Carter verließ das Brighton College im Juni 2014 und zog nach Lanzarote.
Im April 2019 wurde bekannt, dass er für die „Last Orders“-Tour zu UFO zurückkehrt, nachdem Paul Raymond gestorben war.

## Diskographie

### Mit UFO
- 1981 The Wild, the Willing and the Innocent
- 1982 Mechanix
- 1983 Making Contact
- 1983 Headstone

### Mit Wild Horses
- 1980 Wild Horses

### Mit Gary Moore
- 1983 Victims of the Future
- 1984 We Want Moore!
- 1985 Run for Cover
- 1987 Wild Frontier
- 1989 After the War
- 2010 Live at Montreux 2010